# Fionoidea
Super-famille
Synonymes
- section Acleioprocta[1]
- section Pleuroprocta[1]
- super-famille Flabellinoidea Bergh, 1889[1]

Les Fionoidea forment une super-famille de mollusques de l'ordre des nudibranches (sous-ordre des Cladobranchia).

## Liste des familles
Selon World Register of Marine Species, prenant pour base la taxinomie de Bouchet & Rocroi (2005), on compte les 21 familles suivantes :
- famille Abronicidae Korshunova, Martynov, Bakken, Evertsen, Fletcher, Mudianta, Saito, Lundin, Schrödl & Picton, 2017 -- 1 genre
- famille Apataidae Korshunova, Martynov, Bakken, Evertsen, Fletcher, Mudianta, Saito, Lundin, Schrödl & Picton, 2017 -- 2 genres
- famille Calmidae Iredale & O'Donoghue, 1923 -- 1 genre
- famille Coryphellidae Bergh, 1889 -- 9 genres
- famille Cumanotidae Odhner, 1907 -- 1 genre
- famille Cuthonellidae M. C. Miller, 1977 -- 2 genres
- famille Cuthonidae Odhner, 1934 -- 2 genres
- famille Embletoniidae Pruvot-Fol, 1954 -- 1 genre
- famille Eubranchidae Odhner, 1934 -- 4 genres
- famille Fionidae Gray, 1857 -- 3 genres
- famille Flabellinidae Bergh, 1889 -- 5 genres
- famille Magallanidae Ortea & Moro, 2020 -- 1 genre
- famille Murmaniidae Korshunova, Martynov, Bakken, Evertsen, Fletcher, Mudianta, Saito, Lundin, Schrödl & Picton, 2017 -- 2 genres
- famille Paracoryphellidae M. C. Miller, 1971 -- 4 genres
- famille Pinufiidae Er. Marcus & Ev. Marcus, 1960 -- 1 genre
- famille Pseudovermidae Thiele, 1931 -- 1 genre
- famille Samlidae Korshunova, Martynov, Bakken, Evertsen, Fletcher, Mudianta, Saito, Lundin, Schrödl & Picton, 2017 -- 2 genres
- famille Tergipedidae Bergh, 1889 -- 1 genre
- famille Trinchesiidae F. Nordsieck, 1972 -- 8 genres
- famille Unidentiidae Millen & Hermosillo, 2012 -- 2 genres
- famille Xenocratenidae Martynov, Lundin, Picton, Fletcher, Malmberg & Korshunova, 2020 -- 1 genre

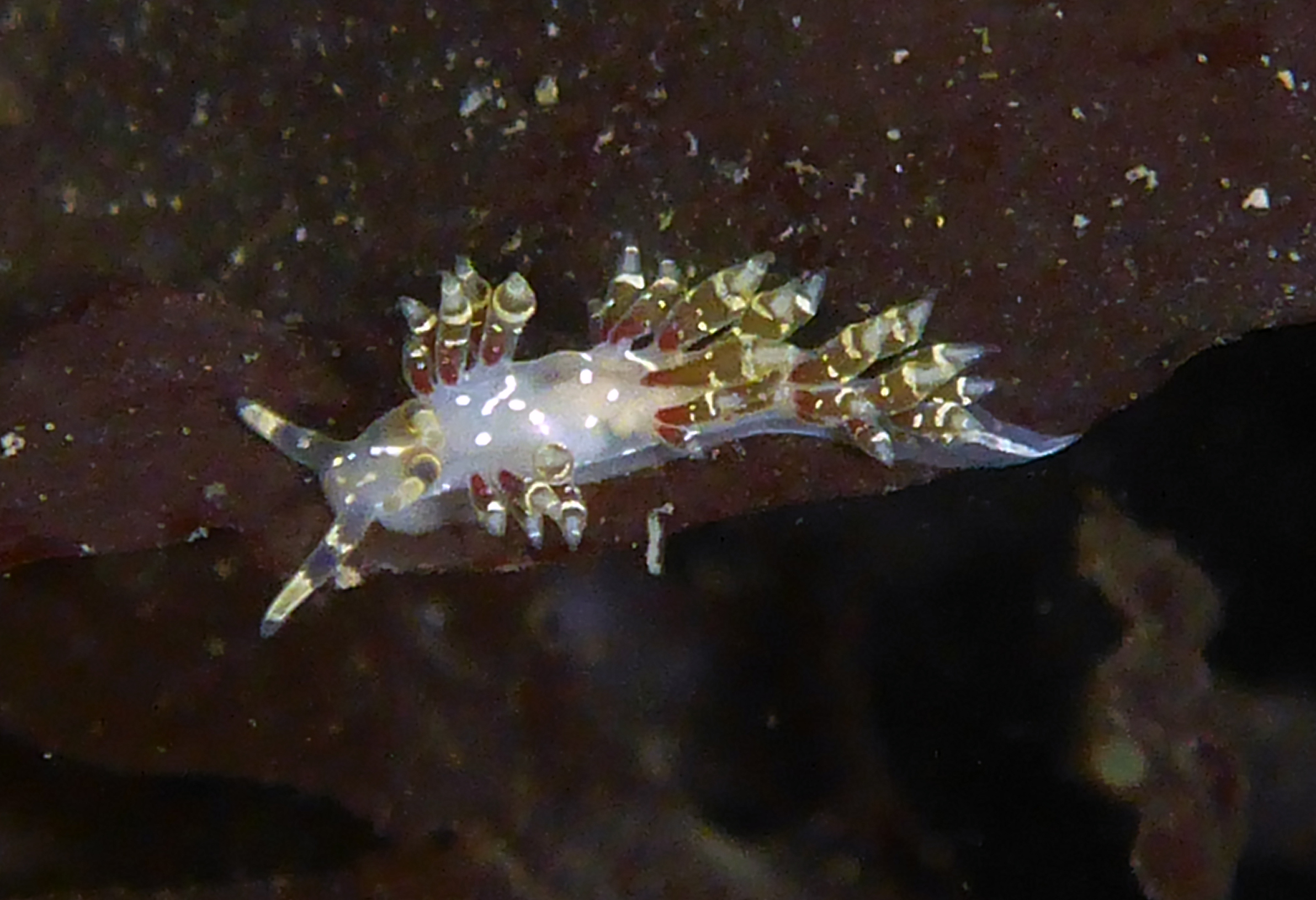
Abronica abronia (Abronicidae)
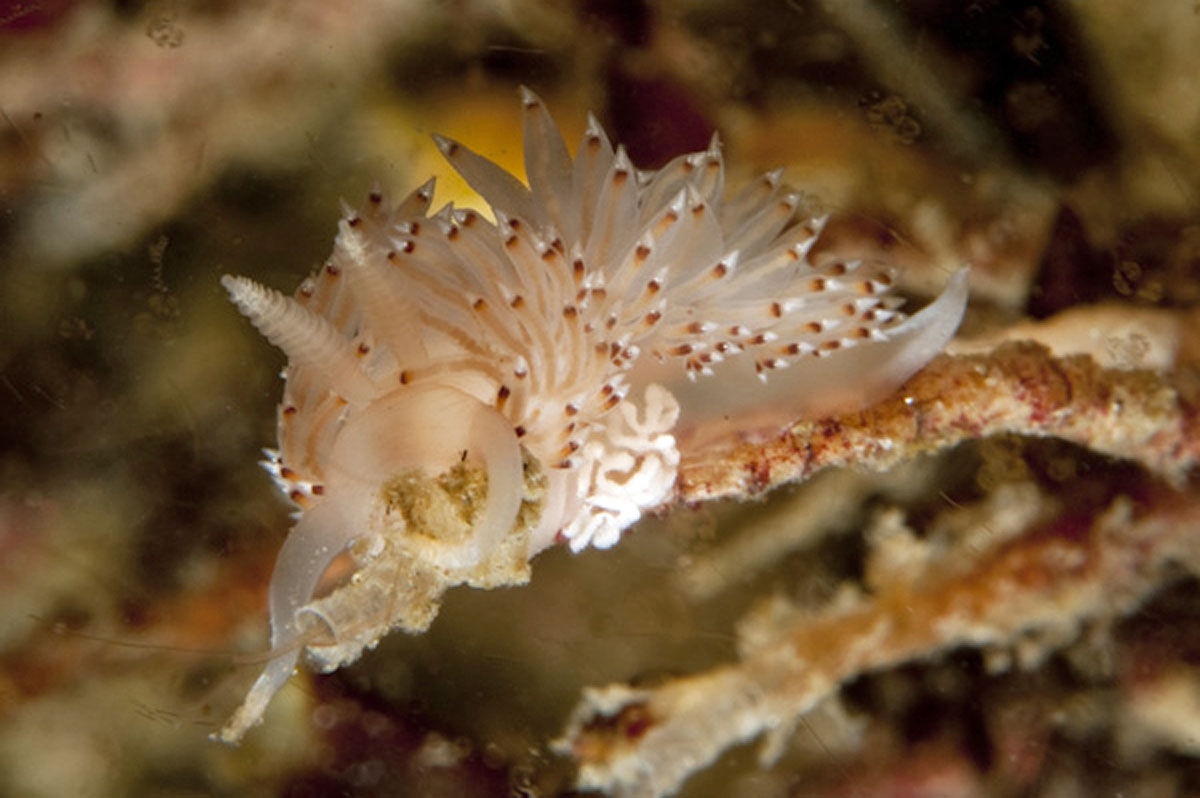
Apata pricei (Apataidae)
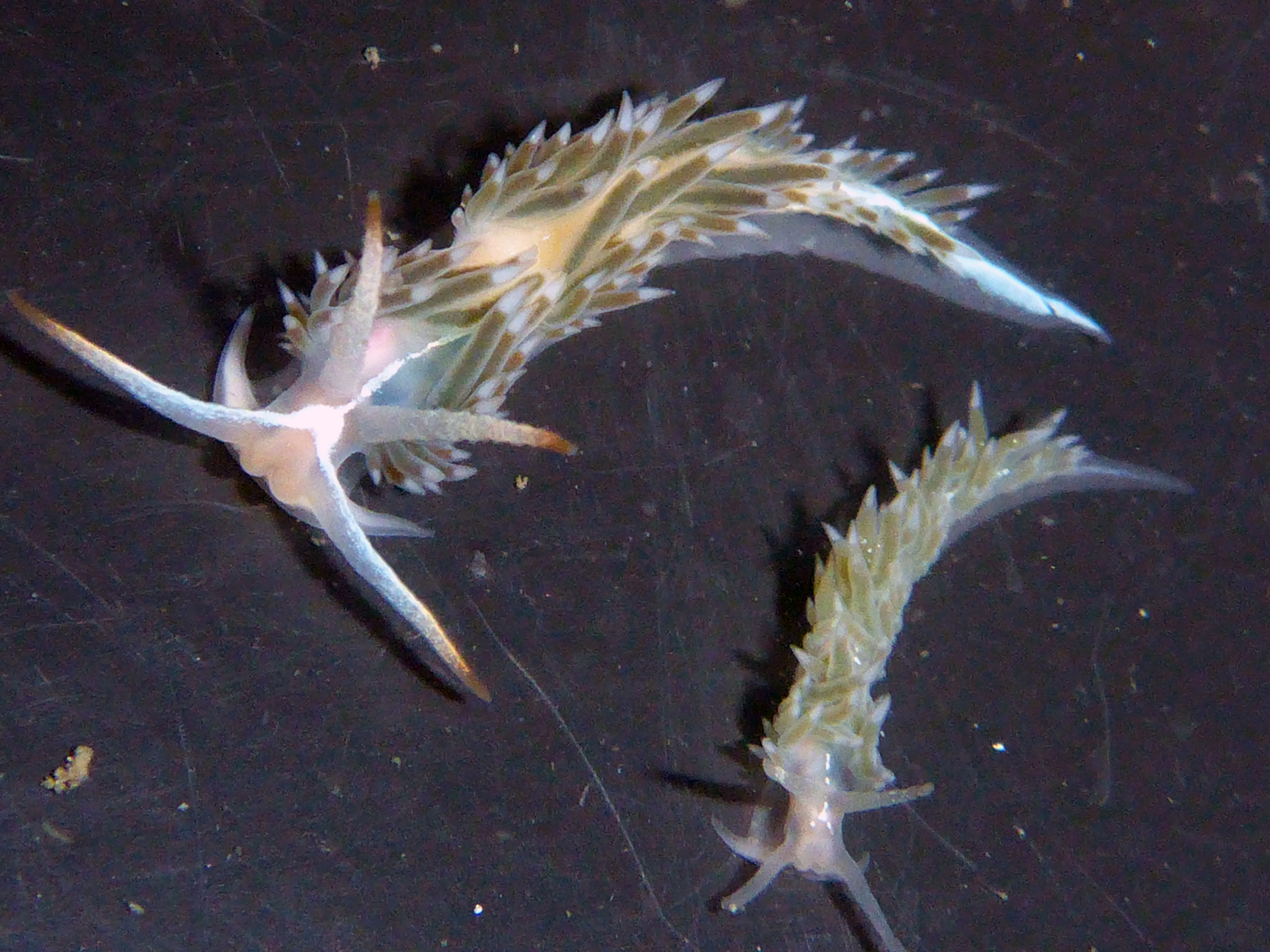
Coryphella cooperi (Coryphellidae)
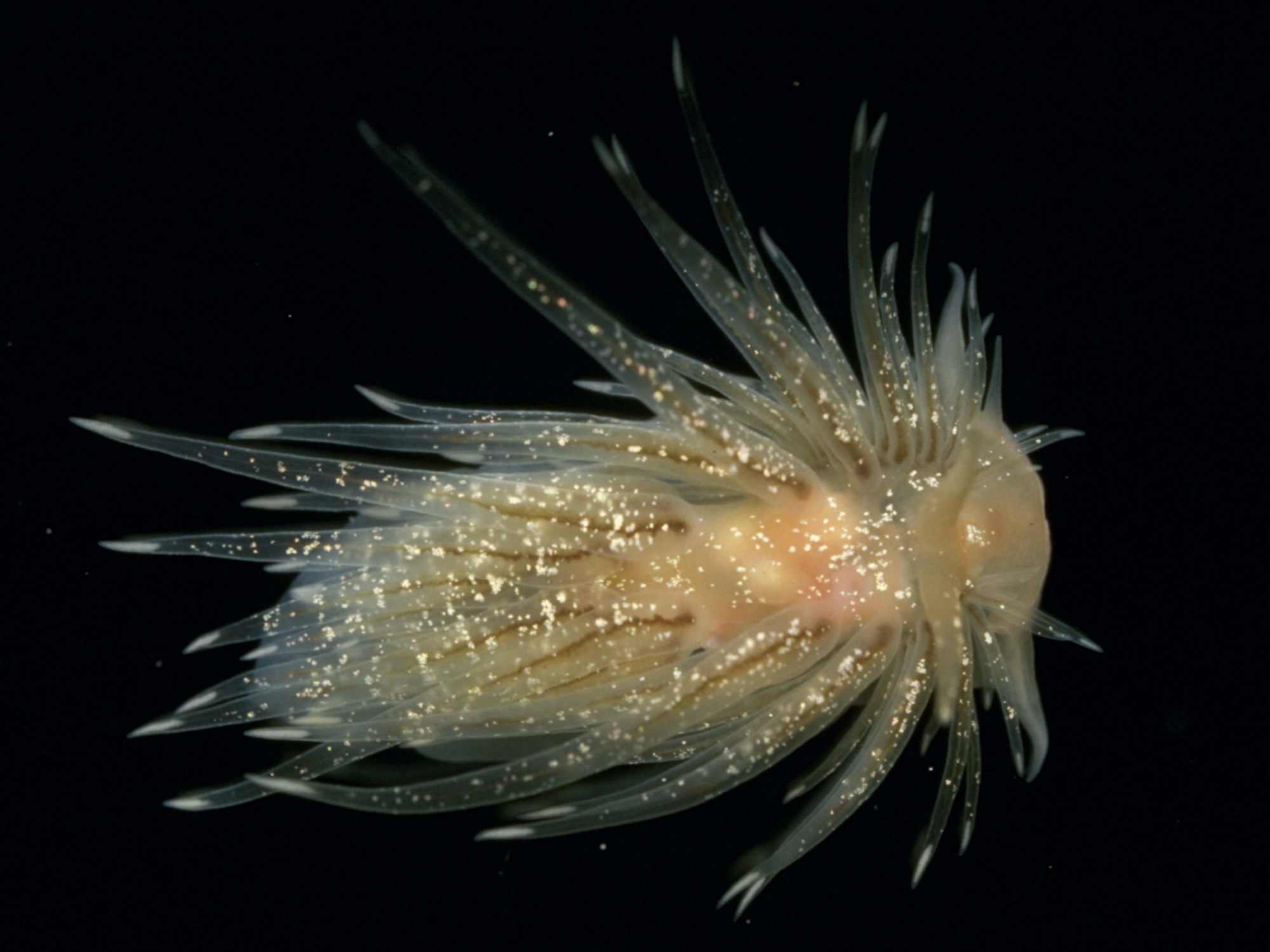
Cumanotus beaumonti (Cumanotidae)
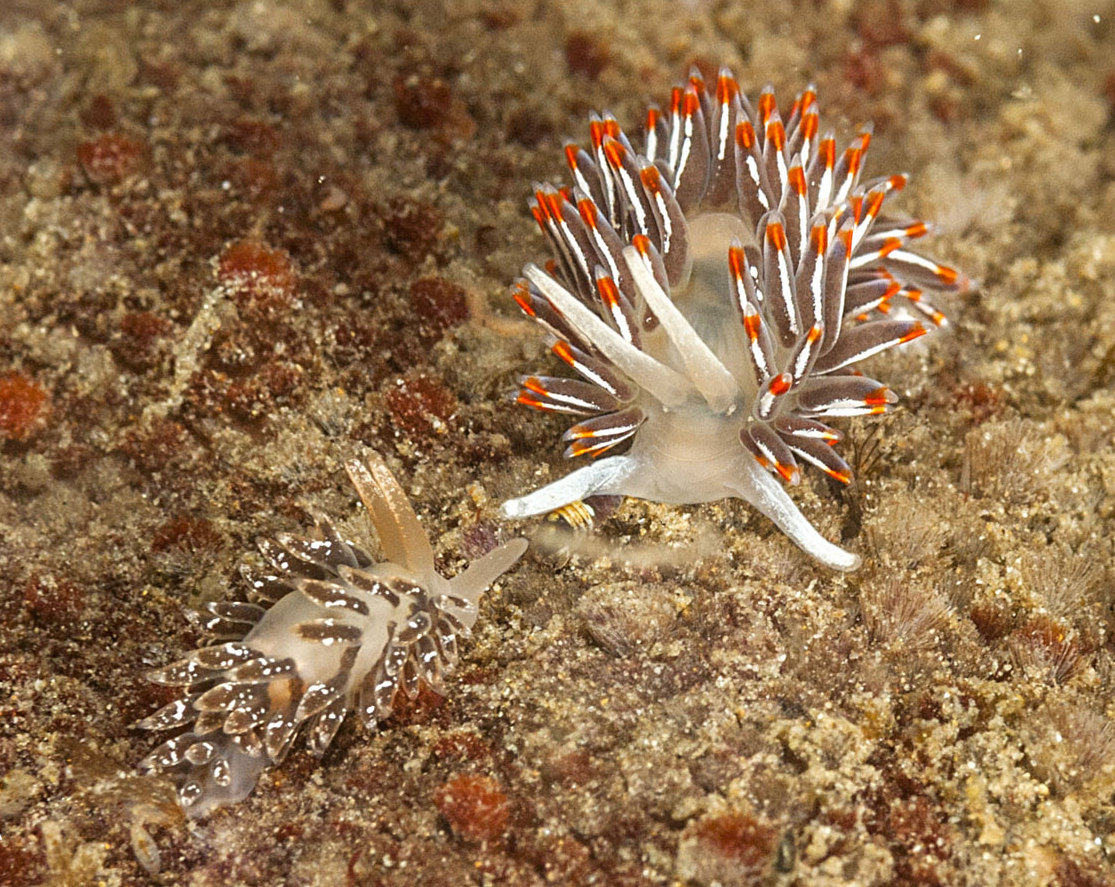
Cuthonella soboli (Cuthonellidae)
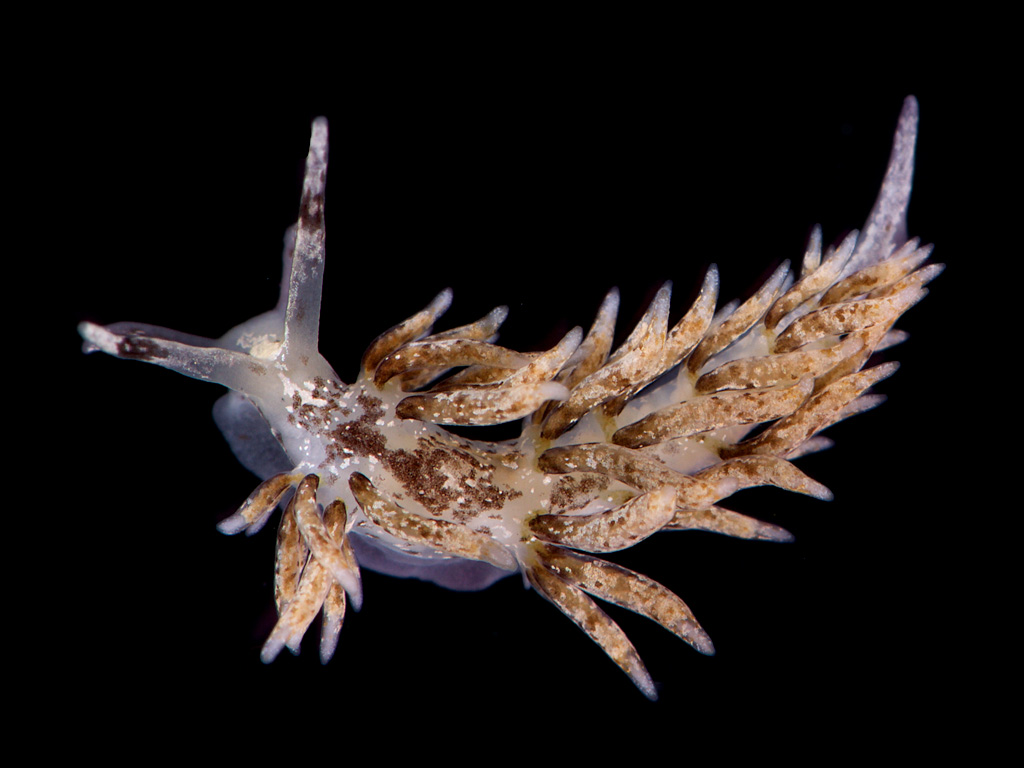
Rubramoena amoena (Cuthonidae)
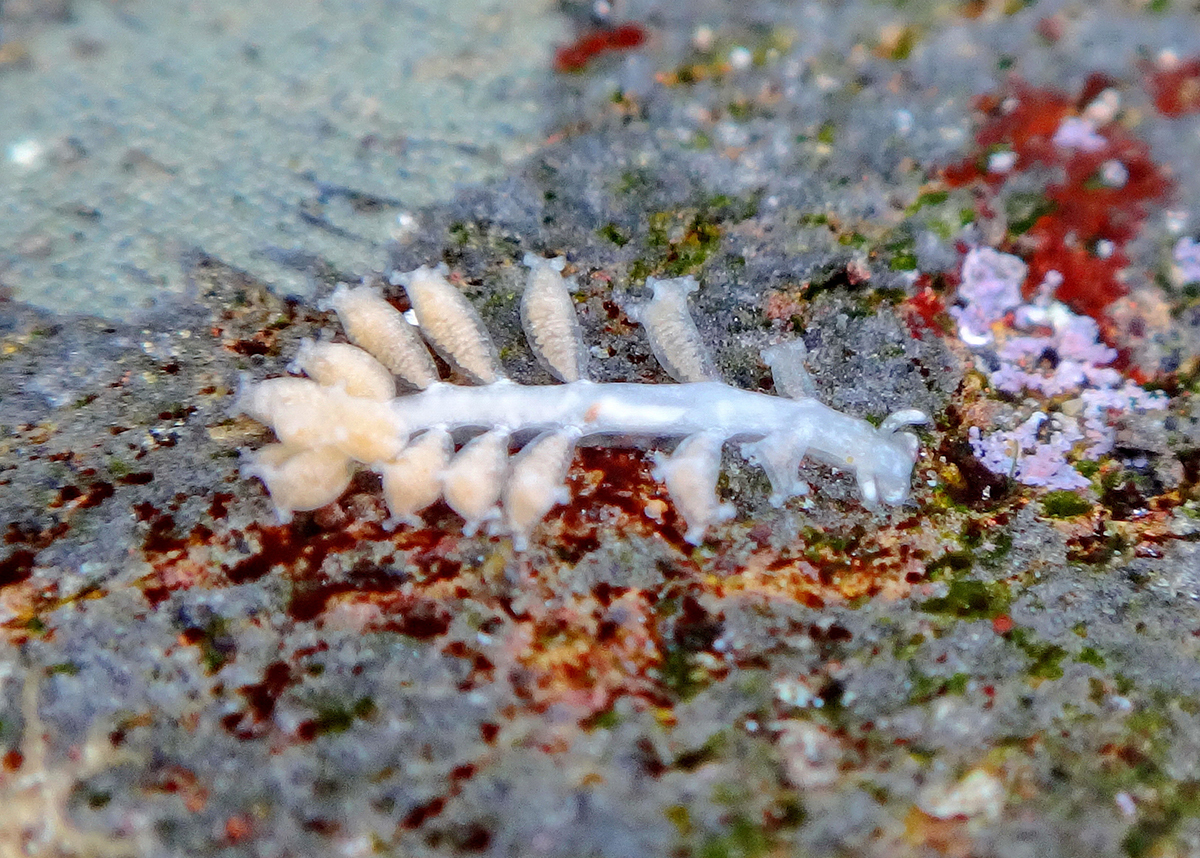
Embletonia gracilis (Embletoniidae)
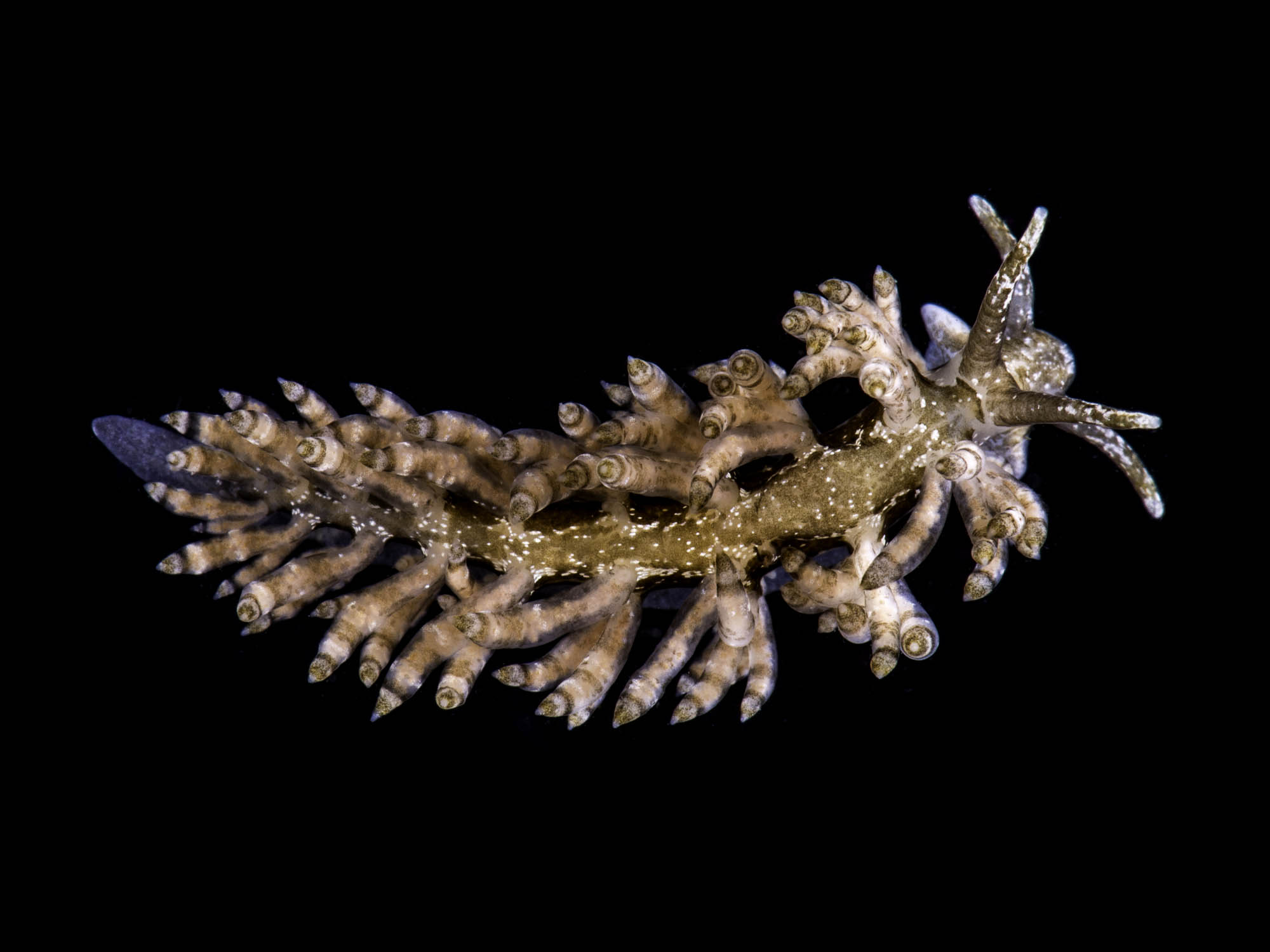
Eubranchus vittatus (Eubranchidae)
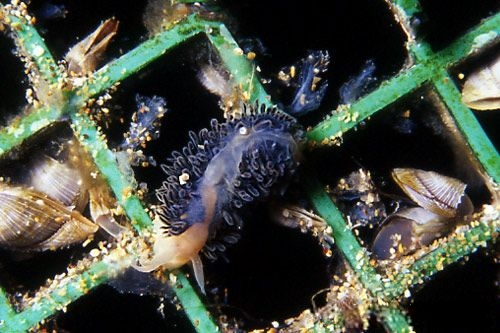
Fiona pinnata (Fionidae)
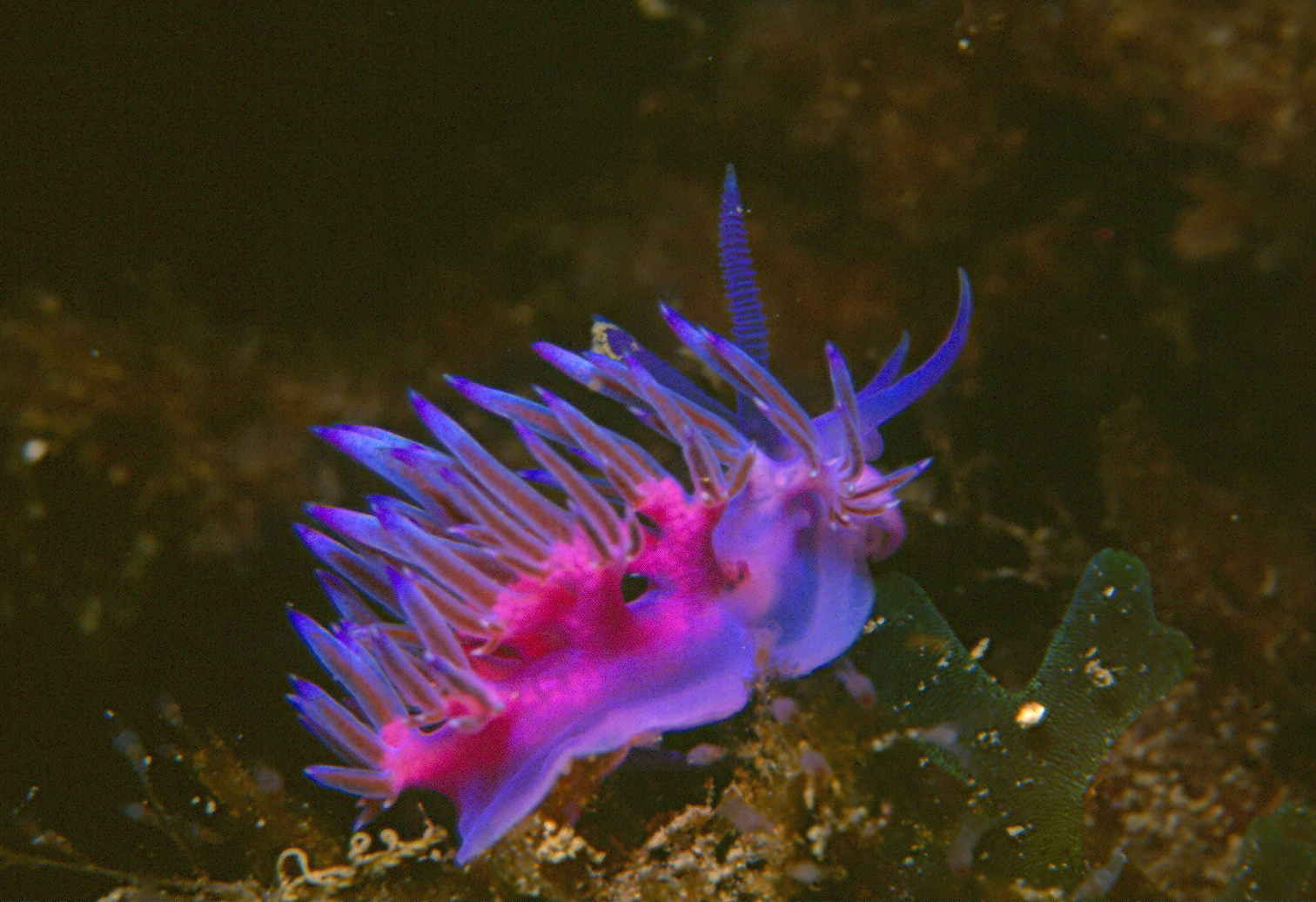
Flabellina affinis (Flabellinidae)
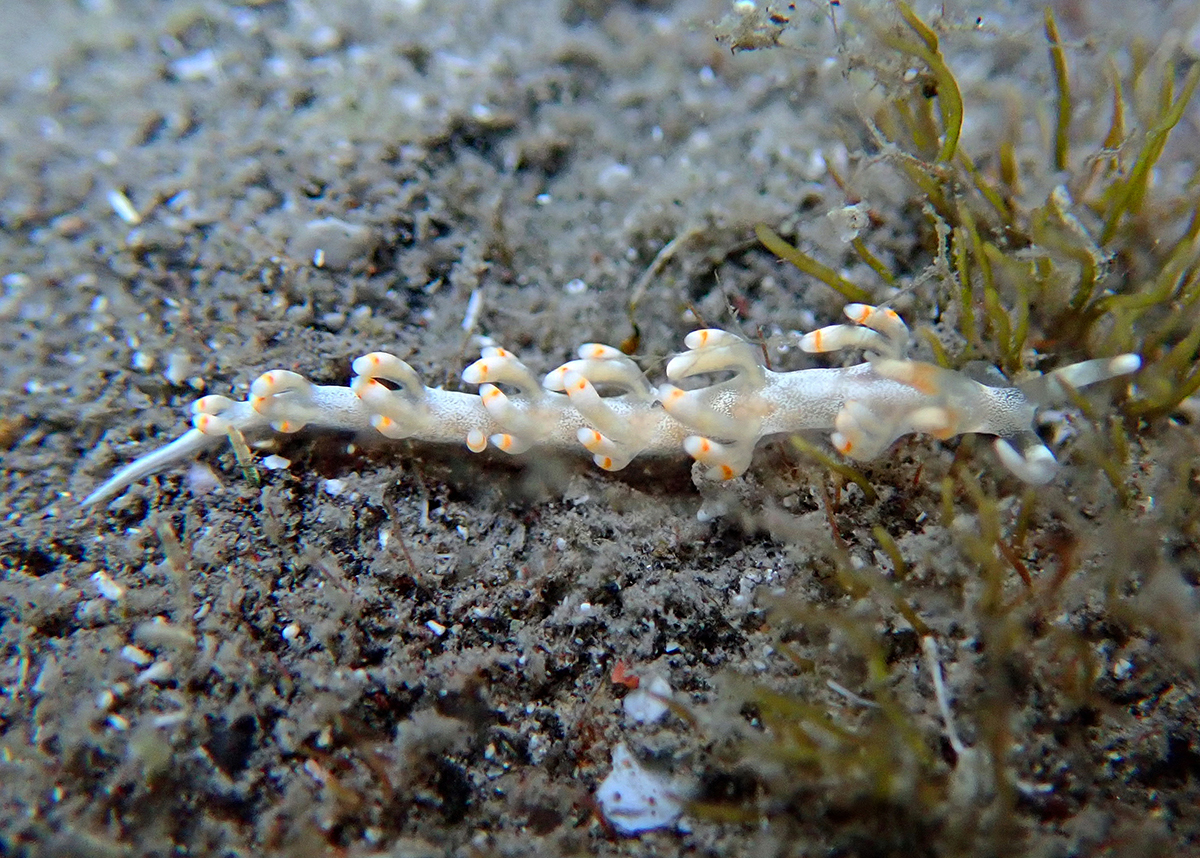
Samla bicolor (Samlidae)
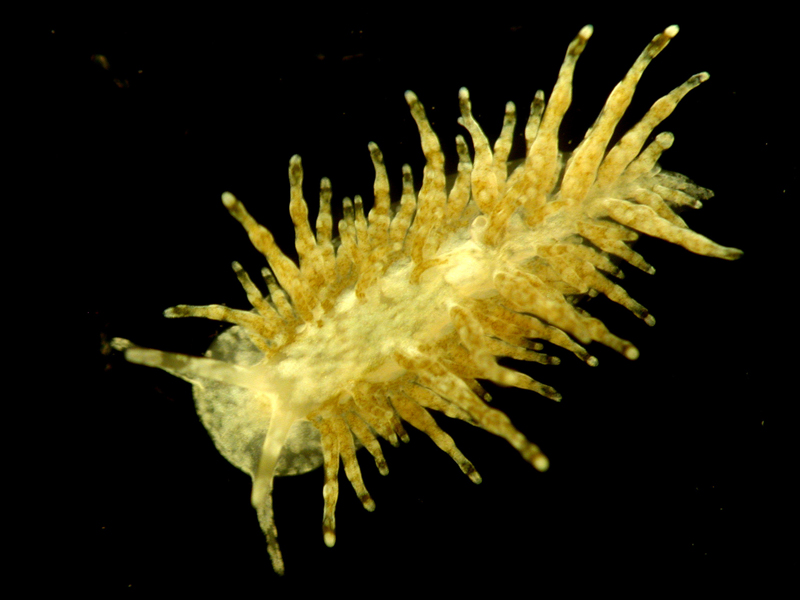
Phestilla lugubris (Tergipedidae)
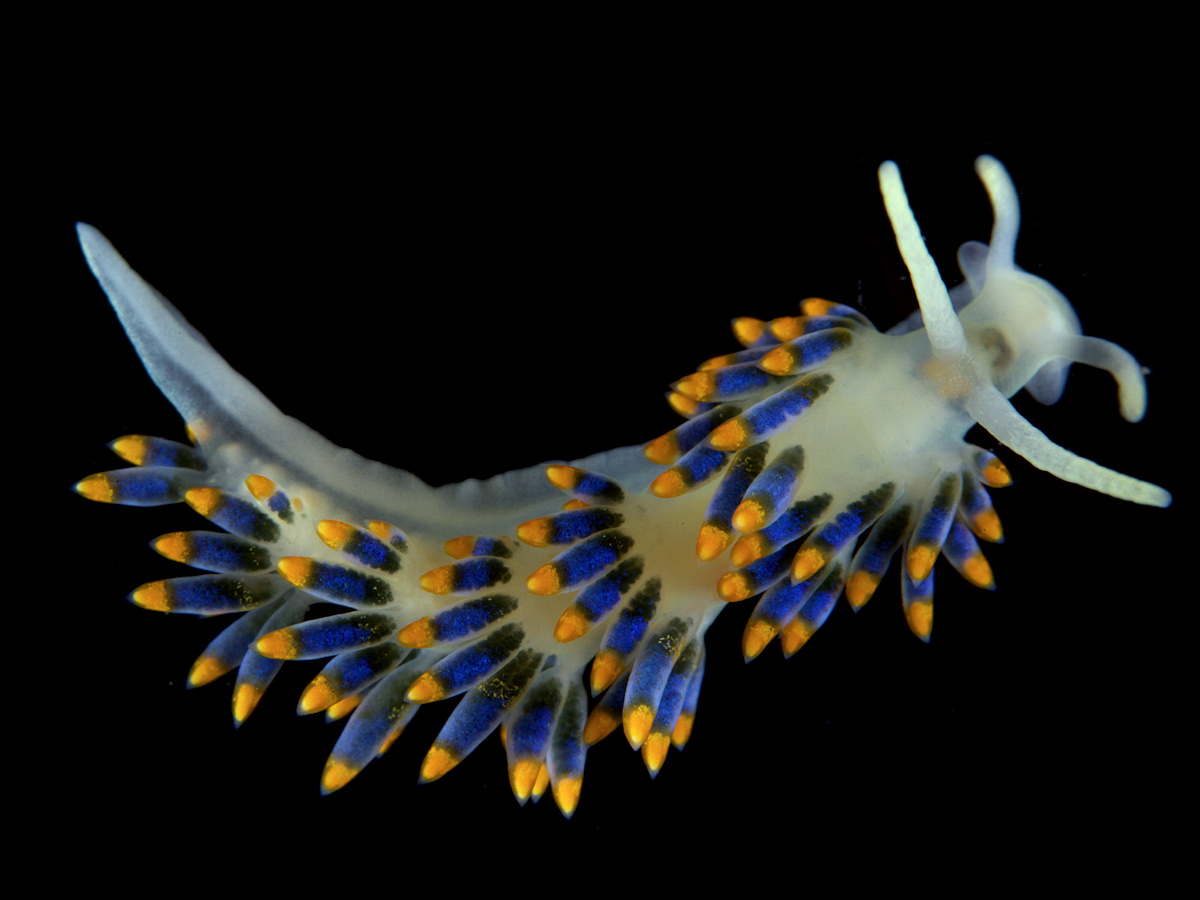
Trinchesia caerulea (Trinchesiidae)
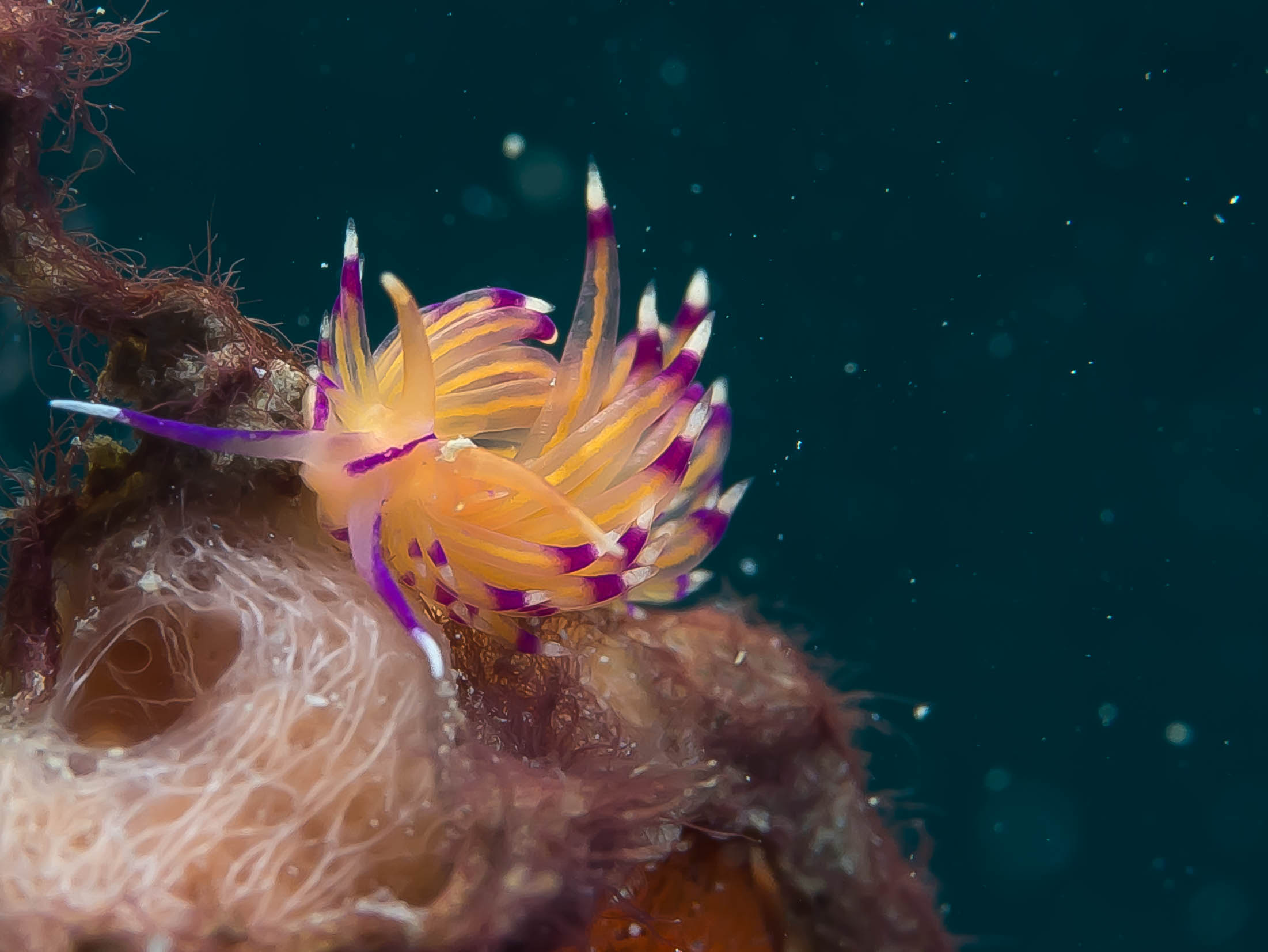
Unidentia angelvaldesi (Unidentiidae)
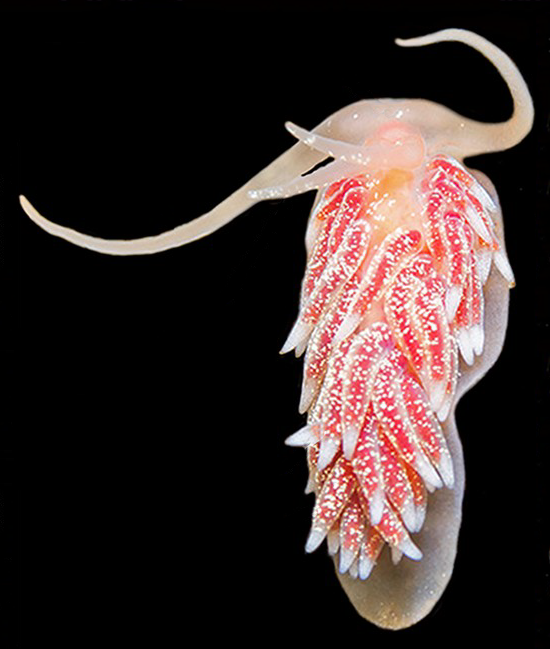
Xenocratena suecica (Xenocratenidae)